# El Sabino, Uxpanapa
El Sabino är en ort i Mexiko.   Den ligger i kommunen Uxpanapa och delstaten Veracruz, i den sydöstra delen av landet, 500 km öster om huvudstaden Mexico City. El Sabino ligger 89 meter över havet och antalet invånare är 109.
Terrängen runt El Sabino är platt söderut, men norrut är den kuperad. Runt El Sabino är det ganska glesbefolkat, med 29 invånare per kvadratkilometer. Närmaste större samhälle är Poblado 10, 17,0 km söder om El Sabino. I omgivningarna runt El Sabino växer i huvudsak städsegrön lövskog.